# عباس صفویان
عباس صفویان (۱۳۰۸، شیراز - ۷ تیر ۱۳۹۷، پاریس) پزشک برجسته و استاد دانشگاه‌های پزشکی فرانسه و ایران، عضو هیئت علمی و دانشگاه ملی ایران بود و ریاست این دانشگاه را نیز از سال ۱۳۵۳ تا سال ۱۳۵۶ برعهده داشت.
عباس صفویان در سال ۱۳۰۸ خورشیدی در شیراز به دنیا آمد و پس از گذراندن دوره تحصیلات متوسطه، در ۱۷ سالگی برای ادامه تحصیل در شهر دانشگاهی «مون‌پلیه» در فرانسه مستقر شد. وی در سال ۱۳۴۵، با درجه عالی پزشکی فارغ‌التحصیل شد و به فاصله کوتاهی با کسب صلاحیت تدریس، به درجه پروفسوری بیمارستان‌های فرانسه رسید.
صفویان پس از تدریس در دانشگاه‌های فرانسه به ایران رفت و پس از ریاست دانشکده پزشکی دانشگاه تهران در سال ۱۳۵۳، به ریاست دانشگاه ملی ایران برگزیده شد. صفویان در سال‌های پایانی حکومت پهلوی و پس از تشخیص بیماری سرطان خون شاه توسط ژان برنارد به عنوان پزشک معالج شاه ایران به دربار دعوت و مشغول به کار شد و از معدود افرادی بود که از بیماری شاه آگاه بود. وی پس از انقلاب به فرانسه بازگشت و به تدریس در دانشگاه‌های فرانسه ادامه داد.
مطب صفویان در پاریس تا اواخر عمرش دایر بود و بسیاری از ایرانیانی که از سال‌ها پیش بیمار وی بودند به او مراجعه می‌کردند.